# Azerigazbank
 (mai 2023).
L'Azerigazbank, parfois orthographié AGBank est une banque commerciale privée créée en 1992 à Bakou, en Azerbaïdjan. Elle est membre de la Bourse de Bakou depuis le 15 septembre 1993.

## Actionnaires
- Société financière internationale - 17,500%
- Société Partenaires Kazimir - 10 000%
- Tchingiz Asadullayev (président du conseil de surveillance) - 27,532%
- Farzulla Yusifov (membre du conseil de surveillance) - 23,111 pour cent

Les actionnaires minoritaires comptent 74 et détiennent 21,856 pour cent des capitaux propres de la banque. La politique de dividende de la banque est de verser 15% de dividendes par an.

## Prix
- En 2005, AGBank a reçu "Prix de l'énergie caspienne" en nomination "Banque d'entreprise de 2005".
- En 2006, AGBank a reçu le prix national des entreprises «UGUR» dans la nomination «Banque de l'année».
- En 2010, AGBank a reçu «Prix d'affaires azerbaïdjanais” en nomination "Produit Innovant de l'Année".